# Tyskoxel
Tyskoxel (Sorbus torminalis) är en rosväxtart som först beskrevs av Carl von Linné, och fick sitt nu gällande namn av Heinrich Johann Nepomuk von Crantz. Tyskoxel ingår i släktet oxlar, och familjen rosväxter. Inga underarter finns listade i Catalogue of Life.

## Bildgalleri

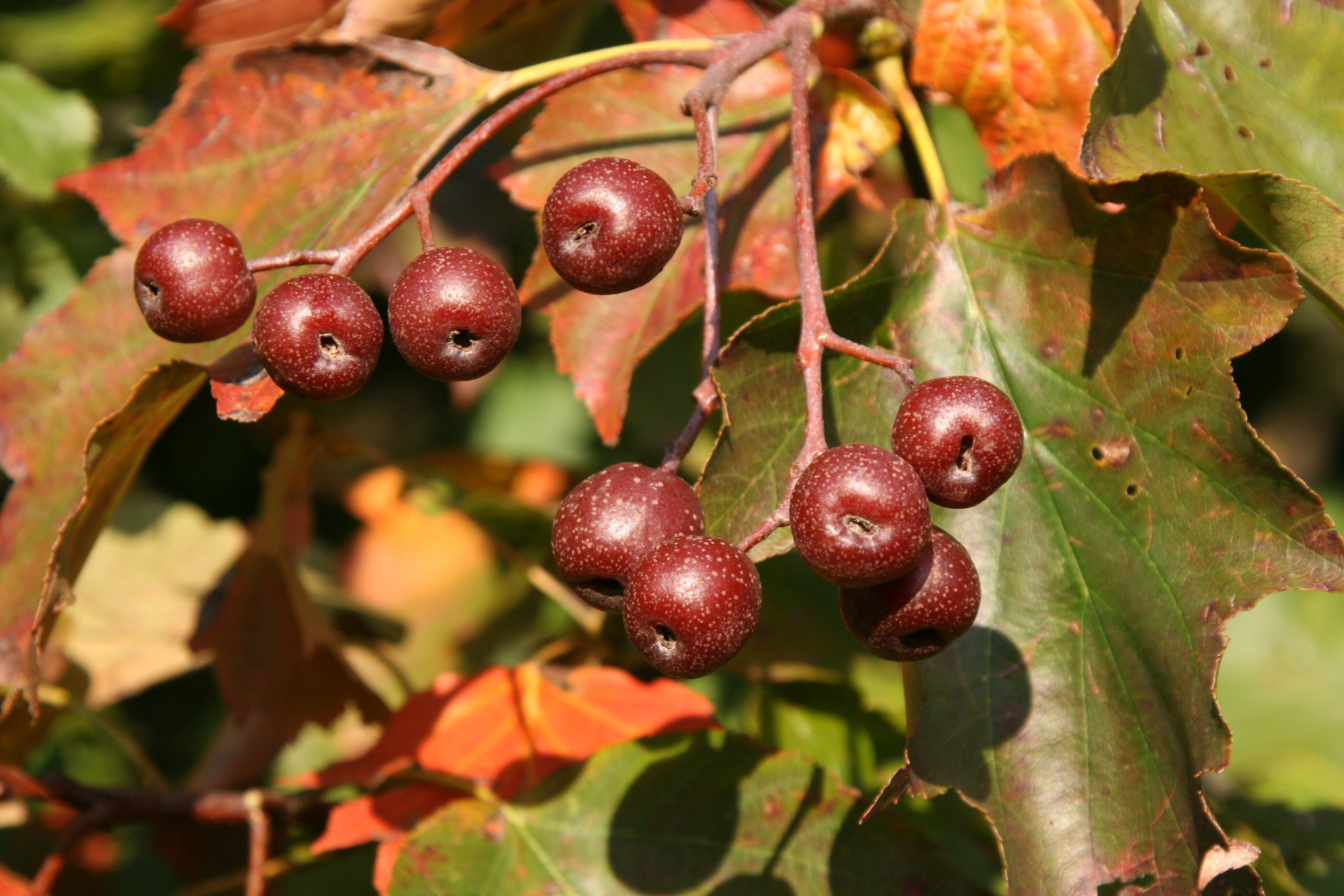
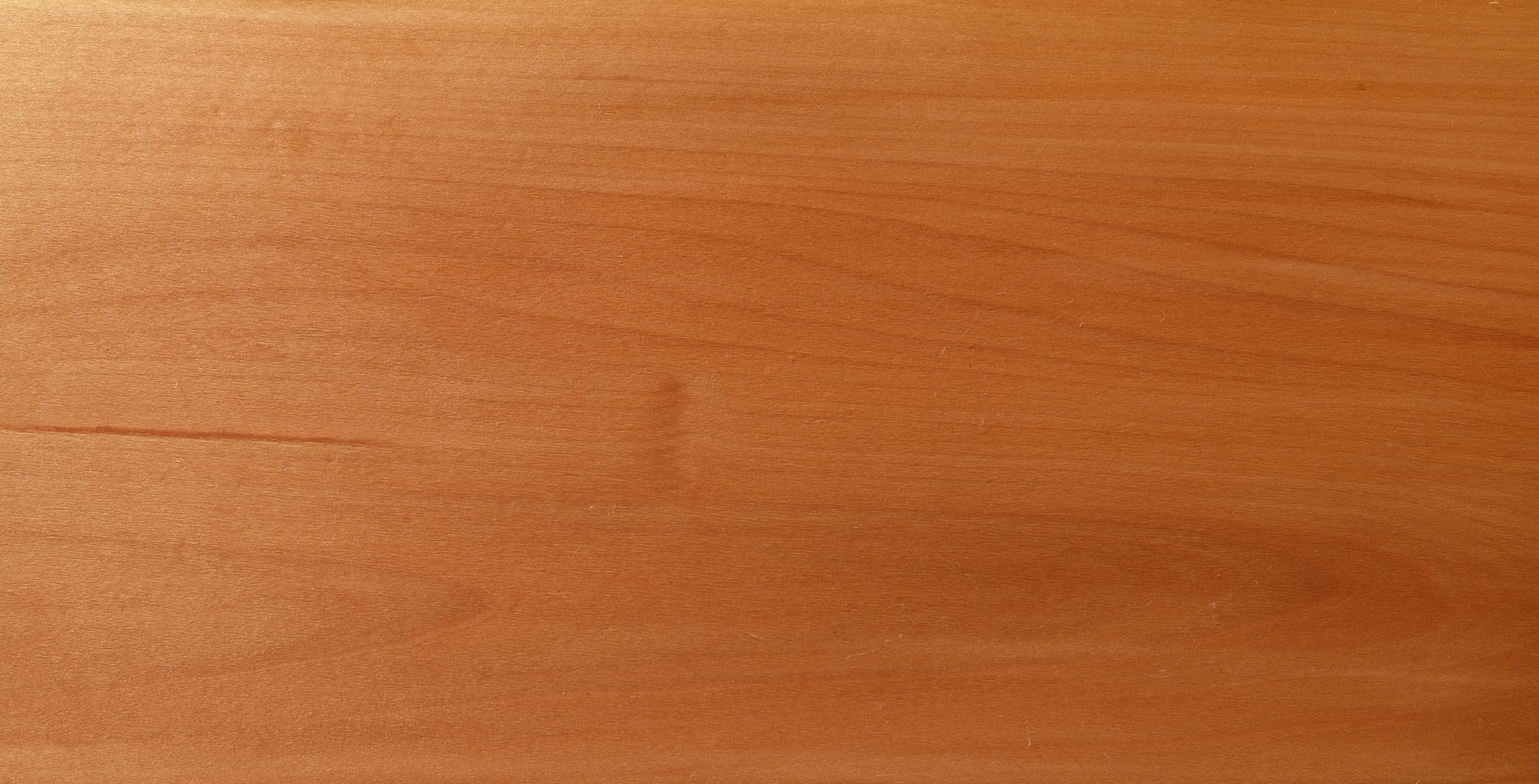